# Aerofreno

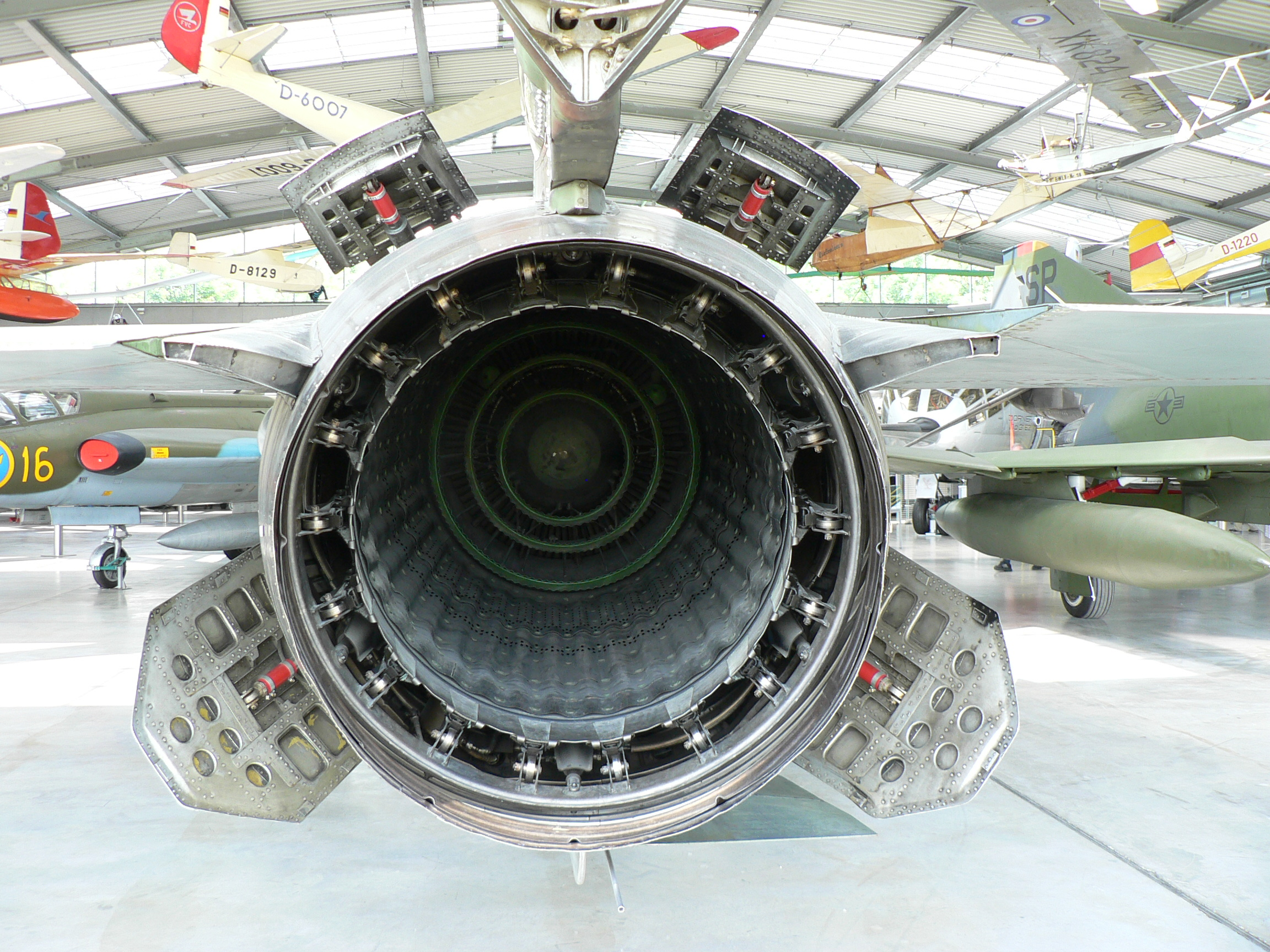
Dettaglio della coda di un MiG-23. Si possono osservare ben quattro aerofreni in posizione semiestratta. Le paratie vengono azionate da un martinetto idraulico.

In aeronautica, gli aerofreni, superfici di controllo automatico secondarie, sono paratie mobili che vengono estratte dalla carenatura o dal dorso alare con lo scopo di ridurre o non far aumentare la velocità.

## Caratteristiche
La differenza tra gli aerofreni ed i diruttori di flusso (anche detti in inglese spoiler) risiede nel fatto che mentre lo scopo principale dell'aerofreno è quello di aumentare la resistenza aerodinamica, influendo il minimo possibile sulla portanza, quello del diruttore è di abbassare la portanza dell'ala, influendo solo marginalmente sulla resistenza.

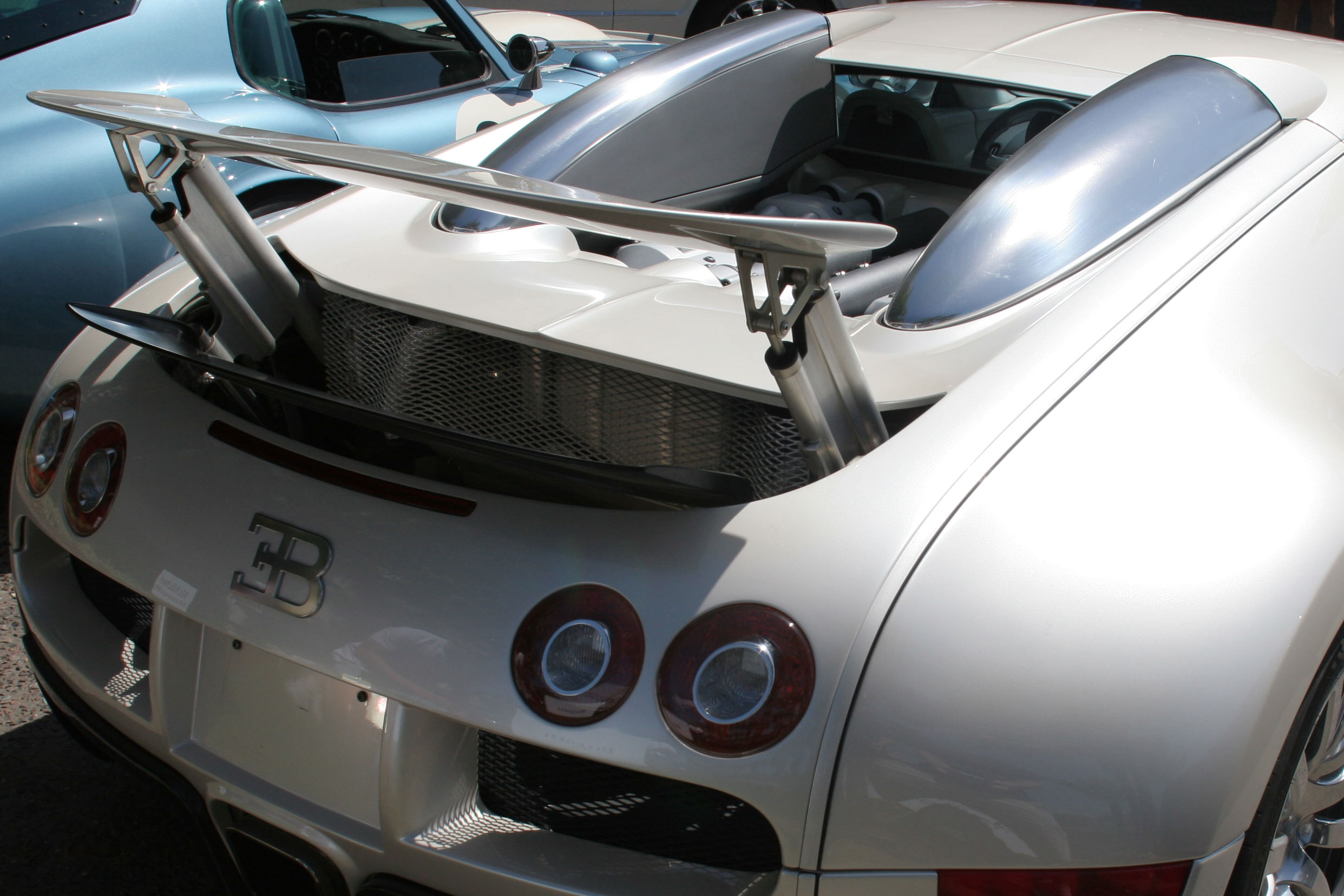
Aerofreno di una Bugatti Veyron

L'azione sull'aeroplano è di tipo aerodinamico, quando l'aerofreno viene estratto, il flusso viene compresso sul dorso a scapito dell'energia cinetica dell'aeromobile. Sul ventre della paratia invece si crea un ricircolo nel quale non si recupera l'energia dispersa. Anche la Bugatti Veyron ne monta uno per frenare la sua corsa da 407 km/h a zero in meno di 10 secondi.